# Ausentes
Pour plus de détails, voir Fiche technique et Distribution.
Ausentes  (« absent » en espagnol) est un film espagnol réalisé par Daniel Calparsoro, sorti en 2005.

## Synopsis
À la suite d'une compression de personnel, Julia a perdu son travail d'employée de bureau et cherche un nouvel emploi. Mais à cause de son expérience professionnelle riche et son âge (35 ans), on lui laisse peu d'espoir de trouver un poste équivalent. Samuel, son mari, concepteur de jeux vidéo, travaille essentiellement à la maison. 
Avec leurs deux enfants Félix et Luis, ils quittent leur appartement en ville pour s'installer dans un grand pavillon d'une banlieue résidentielle tranquille et sécurisée : c'est la réalisation de leur rêve depuis longtemps. Tout va bien, pourtant Julia semble préoccupée. Sur le circuit vidéo du système de surveillance interne, elle voit une femme remonter l'allée du jardin. Quand la sonnette retentit, elle va ouvrir, mais il n'y a personne. Intriguée, elle s'avance, franchit le portail et s'engage dans la rue. Chaque maison, chaque jardin laisse à penser que du monde vit ici, mais elle ne décèle aucun bruit, aucun mouvement. À la piscine, l'eau fait des remous, mais l'espace est désert. Plus loin, elle entre dans un bâtiment tout aussi désert, et pousse une succession de portes… Prise de panique, elle rentre chez elle, terrorisée, et tente de s'expliquer auprès de Samuel qui ne comprend pas.
Tournée en dérision par son mari et rejetée par Félix qui la croit folle, elle va poursuivre son enquête : qui est cette femme qui entre chez elle avant de disparaître, ou sont donc les "fameux" amis de Samuel, censés habiter au 25 et avec qui il prétend discuter ?… Pourquoi n'y a-t-il personne au poste de surveillance ?… Et à la piscine ?…

## Fiche technique
- Titre original : Ausentes
- Réalisation : Daniel Calparsoro
- Scénario : Daniel Calparsoro, Ray Loriga, Elio Quiroga
- Dialogues :
- Musique : Carlos Jean
- Directeur artistique : Pilar Revuelta
- Costumes : Bernardino Cervigón
- Photo : Josep M. Civit
- Montage : Iván Aledo
- Production : Juan Alexander
- Sortie : 2005
- Genre : Fantastique/Suspense
- Durée : 90 minutes

## Distribution
- Ariadna Gil : Julia
- Jordi Mollà : Samuel
- Nacho Pérez (it) : Félix
- Omar Núñéz : Luis
- Mar Sodupe : La femme mystérieuse
- Félix Granado :